# Maldív-szigeteki labdarúgó-válogatott
A Maldív-szigeteki labdarúgó-válogatott a Maldív-szigetek nemzeti csapata, amelyet a Maldív-szigeteki labdarúgó-szövetség (angolul: Football Association of Maldives) irányít.

## Világbajnoki szereplés
| Év       | Forduló    | Év   | Forduló       |
| -------- | ---------- | ---- | ------------- |
| 1930     | Nem indult | 1978 | Nem indult    |
| 1934     | Nem indult | 1982 | Nem indult    |
| 1938     | Nem indult | 1986 | Nem indult    |
| 1950     | Nem indult | 1990 | Visszalépett  |
| 1954     | Nem indult | 1994 | Nem indult    |
| 1958     | Nem indult | 1998 | Nem jutott be |
| 1962     | Nem indult | 2002 | Nem jutott be |
| 1966     | Nem indult | 2006 | Nem jutott be |
| 1970     | Nem indult | 2010 | Nem jutott be |
| 1974     | Nem indult | 2014 | Nem jutott be |
|          |            | 2018 | Nem jutott be |
| Összesen | 0/21       |      |               |

## Ázsia-kupa-szereplés
- 1956–1992: Nem indult
- 1996–2004: Nem jutott be
- 2007: Nem indult
- 2011: Nem jutott be
- 2015: Nem jutott be

## Külső hivatkozások
- Maldív-szigetek a FIFA.com-on Archiválva 2017. július 4-i dátummal a Wayback Machine-ben (angolul)
- Maldív-szigetek mérkőzéseinek eredményei az rsssf.com-on (angolul)
- Maldív-szigetek mérkőzéseinek eredményei az EloRatings.net-en (angolul)
- Maldív-szigetek a national-football-teams.com-on (angolul)